# 柿沼整三
柿沼 整三（かきぬま・せいぞう、1950年～）は日本の建築設備技術者で一級建築士、技術士、設備設計一級建築士、LLPソフトユニオン会員。

## 経歴
（柿沼整三｜プロフィール　https://xtech.nikkei.com/atcl/nxt/column/18/00119/00006/）
1950年栃木県生まれ。1977年工学院大学工学専攻科建築学専攻修了。工学院大学中島研究室を経て、1981年ZO設計室の主宰となる。その後、1987年ZO設計室代表取締役となる。
関東学院大学、武蔵野大学、東京理科大学非常勤講師を務めたことがある。

## 著書
- 『わかる!建築設備』
- 『建築断熱の考え方』

### 共著
- 『建築設備入門』(伊藤教子との共著）
- 『考え方・進め方建築設備設計』(伊藤教子との共著）
- 『図解建築設備用語集』（村田博道らとの共著)
- 『断熱・防湿・防音が一番わかる: 快適で環境にやさしい住居の実現方法』(山口温らとの共著）
- 『設備設計スタンダード図集: 建築設備の極意を伝授!』(伊藤教子との共著）
- 『現場写真×矩計図でわかる!建築断熱リノベーション』(杉本龍彦らとの共著)
- 『断面図でわかる建築設備』(大澤良二との共著）